# كهف أتا
كهف أتـــا ( بالإنجليزية : Atta cave) هو واحد من أجمل الكهوف الموجودة في ألمانيا، ويوجد بالقرب من مدينة فآتيندورف. يقوم السياح بزيارتها بأعداد بين 150000 و 200000 سنويا. وهي بجانب كهف تويفيلزهوله الموجود بالقرب من مدينة بوتينشتاين - والتي زارها سياح بمعدل 156000 سنويا بين عامي 2006 - 2010 - من أكثر الكهوف شهرة وجمالا وتنعش الحالة الاقتصادية في بوتنشتاين.

## زيارة الكهف

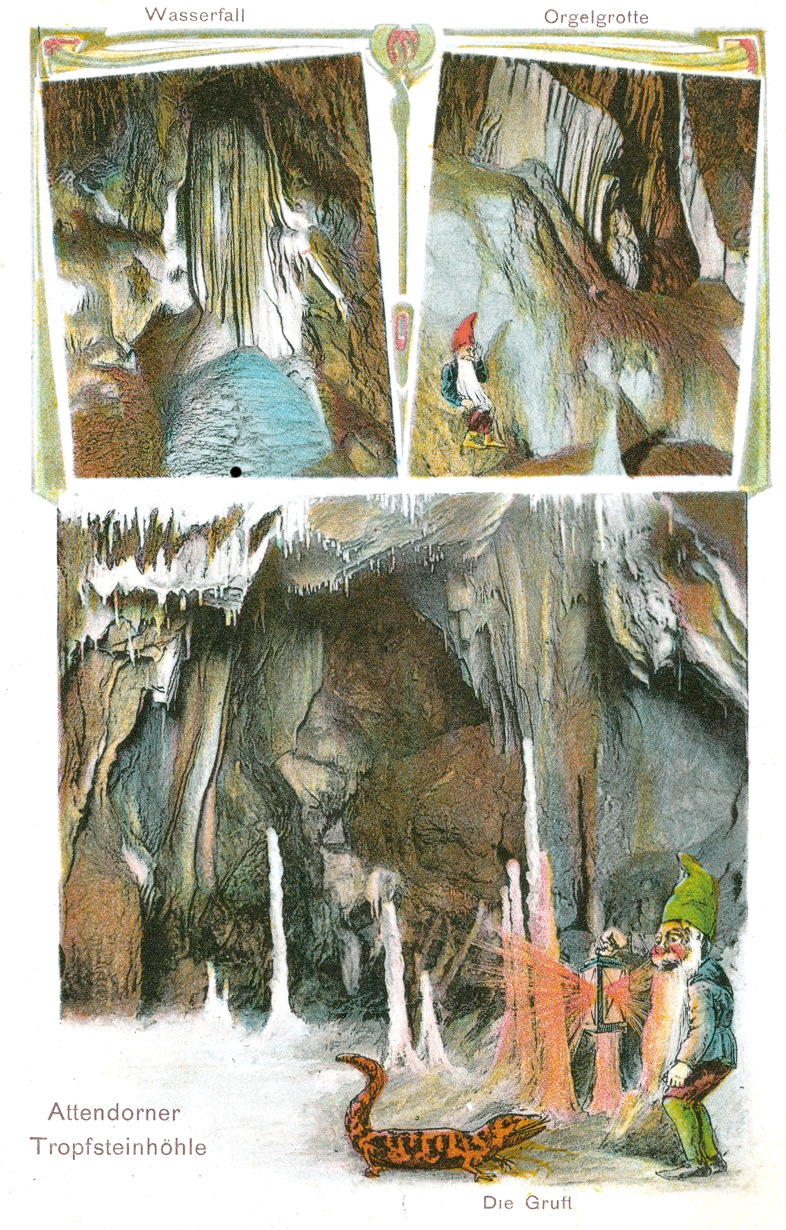
كارت دعاية لكهف أتا من عام 1910

يمكن زيارة كهف أتا حيث يقوم المرشدون بقيادة السياح عبر كهف يبلغ طوله 90 متر. يغلق الكهف من الشمال باب حديدي. وقد بدأت زيارات الكهف منذ مطلع القرن العشرين، وتبين الصورة المجاورة كارتا سياحيا يحفز السائحين على زيارته. وهو من الآثار الطبيعية في ألمانيا ويدخل تحت "التراث الطبيعي الألماني، وهو منطقة محمية وطنية.

## مواضيع ذات صلة
- كهف الماموث
- كهف
- صواعد الكهوف
- كهف تويفيلزهوله
- الكهف الازرق (ايطاليا)
- الكهف الازرق (مالطا)
- كهف طنف القطر
- عين ذي القرنين الحمئة
- مغارة فينجروتن
- طاولة الشيطان